# 黃琬
黄琬（141年—192年），字子琰，江夏安陆（今湖北安陆北）人，东汉末年大臣。曾因党锢之祸而受禁锢二十几年。官拜豫州牧时，政绩显著。后与王允谋诛董卓。董卓部下李傕、郭汜攻破长安后，死于狱中。

## 早年
黄琬曾祖父為黃香，祖父为黄琼，姑母为刘焉妻。幼年丧父。建和元年（147年）正月，京城洛阳发生日食，祖父黄琼报告情况给汉桓帝。皇太后问黄琼太阳被遮了多少。黄琼思考答案，但不清楚日食情况。当年黄琬7岁，提醒他道：「为什么不说太阳剩下的部分就像刚出来的月亮？」黄琼恍然大悟，立刻用他的话去报告。
后来黄琼任司徒时，孫子黄琬以公孙拜童子郎，但以疾病为由未就任而名扬京师。
某日司空盛允有疾，黄琼派黄琬去慰问，恰逢江夏有贼子作乱，因为黄琼为江夏人，盛允讽刺道：「江夏大邦，而蛮多士少」。黄琬回應道：「蛮夷猾夏，责在司空」，即拂衣而去。

## 官场生涯
黄琬官拜五官中郎将時，与当时的光祿勳陈蕃成为朋友。当时东汉旧制要察举三署郎，以才德优异者举为茂才，但权富子弟往往得举，而排除穷苦人士在外。于是黄琬与陈蕃同心协力，不论贫富启用人才、显用志士。因此平原郡刘醇、河东郡朱山、蜀郡殷参等人以才行得举，但是黄、陈同时得罪了权贵。
当时的御史中丞为王畅，王畅身边的权贵就構陷黄琬、陈蕃、侍御史刁韪等人『结交朋党』。于是陈蕃官职被免，黄琬、刁韪遭到禁锢。
黄琬被禁锢到光和末年（184年）時，太尉杨赐上书荐黄琬有拨乱之才，于是征为议郎，并提拔为青州刺史和侍中。中平初年（184年），为右扶风，征拜为将作大匠、少府、太仆。
官拜豫州牧时，境内盗贼猖獗，黄琬将其征讨平定，于是声威大震。政绩显扬天下，遂受封关内侯。

## 董卓之乱
董卓当权之时，黄琬以名臣被徵召为司徒，迁太尉，封阳泉乡侯。
董卓欲迁都长安，黄琬与司徒杨彪反对。黄琬勸董卓：「昔时周公以洛邑为首都安定了姬姓。光武帝以洛阳为首都兴隆了汉朝。这是天之所启，神之所安。大业既定，岂能妄加迁动，辜负了四海之期望？」当时人人都畏惧董卓一暴怒，黄琬必定被杀害，于是都劝谏黄琬。黄琬对他们说：「昔日白公胜作乱于楚国，屈庐冒着利刃向前；崔杼杀齐庄公于齐国，晏婴不畏惧他的盟誓。我即使无德，但真心钦慕古人之气节。」董卓警戒他是名门望族，不敢加害他，于是黄琬被罢免官职。后来再与杨彪同拜光禄大夫，迁到西都长安後，转司隶校尉，与司徒王允共同密谋诛杀董卓。
李傕、郭汜攻破长安後，黄琬被收捕入狱，死于狱中，时年五十二岁。

## 相关人物
黄琬妻来氏，有弟来敏。汉末来氏姐弟避难荆州，黄琬的表侄刘璋将他们接到蜀中。
在历史小说《三国演义》中，黄琬有一子黄奎，与马腾一同密谋诛杀曹操，后事败被满门抄斩。黄奎为虚构人物，史书并无记载。